# Outrage (film, 2010)
Pour les articles homonymes, voir Outrage.
Ne doit pas être confondu avec L'Outrage.
Série
Outrage: Beyond
(2012)
Pour plus de détails, voir Fiche technique et Distribution.
Outrage (アウトレイジ, Autoreiji) est un film japonais réalisé par Takeshi Kitano, sorti en 2010. Il a été sélectionné en compétition officielle pour le Festival de Cannes 2010.
Le film commence alors que les yakuzas se laissent gagner, comme le monde entier, par un vent de progrès. Alors que les traditions tendent à s'effacer, les conflits entre clans de yakuzas restent les mêmes, basés sur la stratégie et les complots. Ôtomo, yakuza de la « vieille école », refuse de s'abaisser à corrompre et trahir pour survivre parmi les plus jeunes. Il accomplit fidèlement les missions que ses chefs lui donnent sans connaître leurs ruses.
Le film a fait l'objet de deux suites, Outrage: Beyond en 2012 et Outrage Coda en 2017.

## Synopsis
Le film s'ouvre sur un banquet donné par le chef de l'organisation Sanno-Kai des yakuzas du Kanto, Sekiuchi. Ce dernier a invité l'intégralité des chef Yakuzas sous ses ordres. À la fin du repas, Kato, le lieutenant de Seikiuichi s'entretient avec l'un d'eux, Ikemoto. Sekiuchi est déçû qu'il ait fraternisé en prison avec Murase, chef du Murase-gumi, qu'il considère comme trahissant leur valeurs en vendant de la drogue. Kato, lui ordonne de remédier à cela et Ikemoto confie cette mission à Otomo, un yakuza sous ses ordres disposant de sa propre équipe.
Le premier incident ne tarde pas à éclater quand le client d'un club tenu par les hommes de Murase n'arrive pas à payer la somme astronomique qui lui est demandé. Pretextant que l'argent est à son bureau, le yakuza qui l'accompagne est surpris de découvrir que le "bureau" est, en réalité, le repère d'Otomo et le client, l'un de ses hommes. Murase tente de calmer les choses auprès d'Ikemoto sans savoir que son "frère" fait tout pour envenimer la situation. Chaque nouvel incident est prétexte à une nouvelle montée de violence. Au cours de l'un deux, Otomo défigure Kimura, le lieutenant de Murase au visage. À la suite d'un énième réglement de compte, Murase prend officiellement sa retraite. Pourtant, la drogue circule toujours, signe qu'il continue à officier en sous-marin. Otomo le retrouve dans un sento et le tue ainsi que plusieurs de ses hommes.
Les affaires d'Otomo ne sont pourtant pas fleurissantes. Sous couvert de l'ambassadeur du Ghana qu'ils font chanter, ses hommes ont ouvert un casino au sein de l'ambassade. Les policiers ne peuvent y entrer sans causer d'incident diplomatique mais Ikemoto s'y rend fréquemment et fait fuir la clientèle en plus de vouloir une part des recettes. En haut-lieu, Sekiuchi souhaite se débarrasser d'Ikemoto et confie à Ozawa, le bras droit d'Ikemoto que si ce dernier venait à disparaître, il pourrait le remplacer avec sa bénédiction. Toujours sous ordre de Sekiuchi, Ikemoto ordonne l'exclusion d'Otomo. Le yakuza se rend chez Sekiuchi pour demander réparation qui lui affirme que cette décision ne vient pas de lui mais d'Ikemoto et qu'il le verrait bien à la tête de l'organisation. Otomo tue son chef et prend sa place.
Ikemoto mort, Sekiuchi demande à Ozawa de lui prouver sa valeur en liquidant le clan d'Otomo. Les hommes d'Ozawa tuent un à un ceux d'Otomo y compris leurs proches. Pour leur échapper, Otomo se rend à Kataoka, un détective corrompu qui tentait de l'arrêter depuis longtemps. Croyant être protégé en prison, Otomo meurt sous les coups de Kimura, lui aussi incarcéré, pour venger la mort de Murase.
Ozawa vient faire son rapport au chef du Sanno-kai qui lui donne les reines du clan d'Ikemoto. Au dernier moment, sous ordre de Sekiuchi, Kato tue Ozawa mais se retourne contre son patron qu'il tue également. Faisant croire à un réglement de compte entre les deux hommes, Kato prend la tête du Sanno-Kai.

## Fiche technique
- Titre : Outrage
- Titre original : アウトレイジ, Autoreiji
- Réalisation : Takeshi Kitano
- Scénario : Takeshi Kitano
- Pays d'origine :  Japon
- Langue : japonais
- Genre : Drame, thriller, action et yakuza eiga
- Durée : 109 minutes
- Date de sortie : 2010
- Classification : interdit aux moins de 12 ans en France

## Distribution
- Takeshi Kitano (VF : Thierry Hancisse) : Ôtomo
- Jun Kunimura (VF : Gabriel Le Doze) : Ikemoto
- Ryō Kase (VF : Grégory Quidel) : Ishihara
- Renji Ishibashi (VF : Hervé Jolly) : Murase
- Kippei Shiina (en) (VF : Jérôme Pauwels) : Mizuno
- Takashi Tsukamoto (VF : Alexis Tomassian) : Iizuka
- Tetta Sugimoto (en) (VF : Michel Vigné) : Ozawa
- Fumiyo Kohinata : inspecteur Kataoka
- Tomokazu Miura (en) (VF : Michel Papineschi) : Katô
- Sôichirô Kitamura (VF : Philippe Ariotti) : Sekiuchi
- Sachiyo Tanahashi : l'hôtesse
- Tsutomu Tsuji (VF : Anatole Thibault) : un flic

 Source et légende : version française (VF) sur RS Doublage

## Distinctions
Le film a été présenté en sélection officielle en compétition au Festival de Cannes 2010.

## Box-office
Au Japon le film a réalisé 750 000 000 ¥ de recettes.